# Août 1916 (guerre mondiale)
Juillet 1916 - août 1916 - Septembre 1916
- 2 août : 
  - À Salonique, les partisans d'Elefthérios Venizélos forment un gouvernement de défense nationale soutenu par l'Entente mais l'armée grecque, fidèle au roi Constantin, reste à l'écart du conflit.

- 3 août : 
  - Bataille de Romani, échec de la seconde offensive germano-ottomane vers les positions britanniques du canal de Suez : au terme de trois journées de combat, les attaquants battent en retraite, enregistrant la perte de 9 200 soldats sur les 16 000 engagés.

- 4 août : 
  - Offensive serbe dans la région du lac Prespa en Macédoine.

- 8 août :
  - En Italie, prise de Gorizia par la 3e Armée italienne sous les ordres du duc d'Aoste lors de la sixième bataille de l'Isonzo.
  - Victoire russe dans le Caucase à la bataille de Bitlis : toute l'Arménie ottomane passe sous contrôle russe.

- 15 août : 
  - Création à Marly-le-Roi du premier centre d’instruction des chars de combat, dirigé par Jean-Baptiste Eugène Estienne.

- 17 août : 
  - Traité de Bucarest : en échange de son entrée en guerre contre l’Autriche-Hongrie, le royaume de Roumanie se voit promettre la Bucovine, la Transylvanie et une partie du Banat.

- 18 août : 
  - Arrêt des opérations alliées à Doiran ; victoire défensive bulgare au terme de dix jours de combat.

- 23 août : 
  - Offensive du Strymon, menée par l'armée bulgare en Macédoine grecque : les troupes grecques se retirent sans résistance et les forces alliées de l'expédition de Salonique doivent se replier dans leur camp retranché.

- 24 août :
  - Prise de Maurepas par les troupes françaises.

- 27 août :
  - Sollicitée par les Alliés et pour renforcer sa position lors des négociations qui doivent décider du partage de l’Empire ottoman, l’Italie déclare la guerre à l'Allemagne.
  - Déclaration de guerre de la Roumanie à l’Autriche-Hongrie.

- 28 août :
  - L’Allemagne, puis l'empire ottoman, déclarent la guerre à la Roumanie.
  - Sur le front roumain, les troupes roumaines du général Averescu entrent en Transylvanie et occupent la ville de Kronstadt (Brașov).

- 29 août : 
  - Démission d'Erich von Falkenhayn de son poste à l'OHL et nomination de Paul von Hindenburg à ce poste : Erich Ludendorff, son adjoint sur le front de l'Est, est nommé premier quartier maître général, titre créé à sa demande.

- 31 août : 
  - Hindenburg signe le courrier numéroté « 33825-op », préparé par le nouveau quartier-maître général, ordonnant, dans le cadre d'une planification des ressources, le plan Hindenburg, une rationalisation de la production de guerre du Reich.